# Kabelbakterie
En kabelbakterie er filamentøs bakterie, som leder elektricitet over afstande omkring 1 cm i sediment og ved grundvandsreservoirer.
Kabelbakterier kobler reduktionen af oxygen eller nitrat
ved sedimentets overflade til oxidation af sulfid i det dybere, iltfrie, sedimentlag.
Kabelbakterier kan blive spist af amøber.

## Opdagelse
Langdistance elektrisk konduktans i sediment blev første gang observeret i 2010 af forskere fra Aarhus Universitet som en rumlig adskillelse af sulfidoxidation og oxygenreduktion i marin sediment i Aarhus Bugt (Aarhus Havn), som i laboratoriet blev afbrudt og re-etableret med en hastighed hurtigere end som ville kunne forklares ved kemisk diffusion.
Det blev senere opdaget, at denne elektriske konduktans kunne blive observeret over et ikke-ledende lag af mikroglaskugler, hvor den eneste mulige ledende struktur var filamentøse bakterier, som tilhører familien Desulfobulbaceae. Konduktansen af individuelle levende filamenter blev senere demonstreret ved af observere oxidationstilstande af cytochromer ved at anvende Raman-mikroskopi. Det samme fænomen blev senere observeret i ferskvandssedimenter og grundvandsreservoirer.
Kabelbakterietætheder på op til 2,38 km/cm2 (kilometer per kvadratcentimeter) af sedimentoverflade er blevet observeret. Eller formuleret anderledes: I en enkelt teskefuld mudder viste der sig at være over en kilometer kabelbakterier. Enheden km/cm2 (= km·cm-2) svarer her til, at de 2,38 km kabelbakterier per cm2 er det samme som 8×108 celler/cm2. Kabelbakterierne udgjorde 25 % af den samlede mængde mikrober.

## Morfologi
Kabelbakteriefilamenter er 0,4—1,7 µm i diameter og op til 15 mm lange.
Filamenter består af rørformede celler med en middellængde på 3 µm og 15-58 kamme (som bjergkamme) omkring cellen. Disse kamme formodes at udgøre cellens ledende strukturer.

## Taksonomi
Der er blevet beskrevet to kandidatslægter af kabelbakterier: Electrothrix indeholdende fire kandidatarter, fundet i marin- eller brakvandssedimenter, og Electronema indeholdende to kandidatarter, fundet i ferskvandssedimenter.
Disse slægter er klassificeret i familien Desulfobulbaceae. Kabelbakterierne er defineret ved deres funktion og ikke deres fylogeni, og det er muligt at flere kabelbakterietaksa vil blive opdaget.

## Økologisk betydning
Kabelbakterier yder stærk indflydelse på de geokemiske egenskaber af det omgivende miljø. Kabelbakteriers aktiviteter promoverer oxidationen af jern ved overfladen af sedimentet - og de resulterende jernoxider binder fosforholdige kemiske forbindelser og hydrogensulfid, hvilket mindsker fosfor og hydrogensulfid i vandet. Fosfor kan forårsage eutrofikation, og hydrogensulfid kan være giftigt for havliv, hvilket betyder, at kabelbakterier spiller en vigtig rolle med at opretholde havøkosystemer i kystnære områder.

## Udbredelse
Kabelbakterier er blevet identificeret ved flere forskellige klimatiske betingelser verden rundt, inklusive Danmark, Holland, Japan, Australien, og USA.